# Assistente al Soglio Pontificio
Assistente al Soglio Pontificio è stato un titolo ecclesiastico della Chiesa cattolica.
Gli assistenti avevano con il papa la stessa relazione che i canonici della cattedrale hanno con il loro vescovo. Alle funzioni solenni questi prelati, adornati con piviale e mitra, circondavano il trono papale. Gli altri vescovi infatti non avevano il privilegio di trovarsi nelle sue immediate vicinanze.
Se non diversamente specificato, tutti gli assistenti al Soglio Pontificio entravano immediatamente nella nobiltà papale con il titolo di conte di Roma. Gli insigniti di questo titolo erano classificati immediatamente sotto il Collegio cardinalizio ed erano anche conti del Palazzo Apostolico. I patriarchi cattolici erano assistenti ex officio.
Avevano il privilegio di celebrare la messa in oratori privati e di disporre di una certa somma dei loro benefici episcopali a favore di chierici o di loro parenti, o di metterla da parte per le loro esequie. Appartenevano inoltre alla corte pontificia.
Il 22 maggio 1862, durante la cerimonia di canonizzazione di ventisei martiri del Giappone, papa Pio IX elevò tutti i vescovi presenti al grado di Assistente al Soglio Pontificio. L'8 gennaio 1866 Ruggero Luigi Emidio Antici Mattei venne nominato decano degli assistenti al soglio pontificio dopo che papa Pio IX lo nominò patriarca di Costantinopoli dei Latini. Il 17 giugno 1867 durante le celebrazioni per il 1800º anniversario del martirio dei santi Pietro e Paolo, papa Pio IX elevò tutti i vescovi presenti al grado di Assistente al Pontificio Trono.
Il titolo non presenta più il titolo di Principe dal 28 marzo 1968, data nella quale papa Paolo VI pubblicò il motu proprio Pontificalis Domus che riformò la corte pontificia, ribattezzandola casa pontificia ed eliminò tutti i precedenti titoli di nobiltà.
Il Principe Assistente al Soglio era equiparato al Cardinale Protodiacono.